# Phraortes longshengensis
Phraortes longshengensis är en insektsart som beskrevs av Chen, S.C. och Yun He He 1989. Phraortes longshengensis ingår i släktet Phraortes och familjen Phasmatidae. Inga underarter finns listade i Catalogue of Life.